# Wiktorija Wiktorowna Tolstoganowa

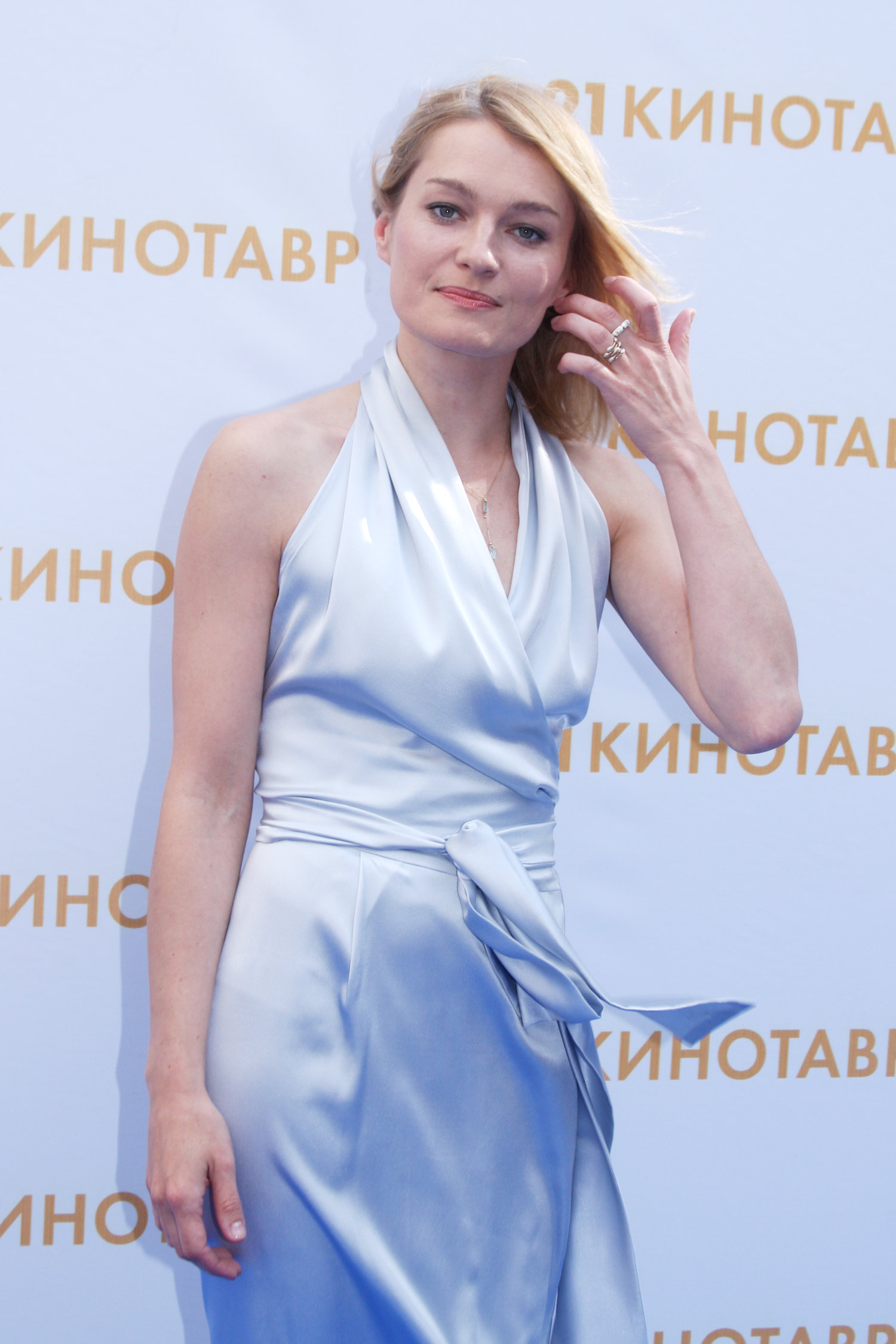
Wiktorija Tolstoganowa (2010)

Wiktoria Wiktorowna Tolstoganowa (russisch Виктория Викторовна Толстоганова, wiss. Transliteration Viktorija Viktorovna Tolstoganova; * 24. März 1972 in Moskau) ist eine russische Schauspielerin. Sie absolvierte die Russische Akademie für Theaterkunst sowie das Gerassimow-Institut für Kinematographie. Zurzeit ist sie am Moskauer Stanislawski-Dramatheater tätig.
Wiktorija Tolstoganowa ist mit dem Schauspieler Andrei Kusitschow verheiratet und hat drei Kinder.

## Filmografie (Auswahl)
- 2004: Auf einer namenlosen Anhöhe
- 2006: Das Tor des Donners
- 2007: Koroljow
- 2010: Die Sonne, die uns täuscht – Der Exodus (Утомлённые солнцем 2: Предстояние)
- 2010: Das Familienhaus
- 2011: Die Sonne, die uns täuscht 2: Zitadelle
- 2021: Captain Volkonogov Escaped (Kapitan Volkonogov bezhal)